# Hrvaški knezi
| Ime               | Vladavina         | Opombe                                                                            |
| ----------------- | ----------------- | --------------------------------------------------------------------------------- |
| Vojnomir?         | 791. - okrog 810? | Vojnomir bi bil lahko tudi knez v Karnioli ali pa vojskovodja v furlanski službi. |
| Ljudevit Posavski | okrog 810. - 823. |                                                                                   |
| Ratimir           | 829. - 838.       |                                                                                   |
| Braslav           | 880. - okrog 896. |                                                                                   |

| Ime                                    | Vladavina                                | Opombe                                                              |
| -------------------------------------- | ---------------------------------------- | ------------------------------------------------------------------- |
| Radoslav, Kuber, Porga (nezanesljivo)? | neznano kdaj, domnevno konec 7. stoletja |                                                                     |
| Borna                                  | okrog 810. – 821.                        | vazal frankovskega vladarja Karla Velikega                          |
| Vladislav                              | 821. - 835?                              | Morda vladal le do 823.                                             |
| Ljudemisl?                             | 823. - 835?                              | Morda dal ubiti Ljudevita Posavskega; morda je bil le lokalni knez. |
| Mislav                                 | okrog 835. - okrog 845.                  |                                                                     |
| Trpimir                                | okrog 845. - 864.                        | Ustanovitelj dinastije Trpimirovićev                                |
| Domagoj                                | 864. - 876.                              |                                                                     |
| Iljko?                                 | 876. – 876./878?                         | Njegova vladavina je morda izmišljena                               |
| Zdeslav                                | 876./878. - 879.                         |                                                                     |
| Branimir                               | 879. - okrog 892.                        |                                                                     |
| Muncimir                               | okrog 892. - 910.                        |                                                                     |
| Tomislav                               | 910. - okrog 928.                        | Postal je hrvaški kralj                                             |